# Vía Colectora Montecristi-Nobol
La Vía Colectora Montecristi-Nobol (E482) es una vía secundaria  ubicada en las Provincias de Manabí y Guayas. Esta colectora, de trazado norte-sur, nace en la Transversal Central (E30) en la localidad de Montecristi inmediatamente al este de la ciudad de Manta en la Provincia de Manabí. Desde Montecristi, la colectora se dirige al sur hasta conectar con el término oriental de la Vía Colectora Jipijapa-Puerto Cayo (E483) exactamente en la localidad de Jipijapa. A partir de Jipijapa, la Vía Colectora Montecristi-Nobol (E482) continua en sentido sur hasta el límite interprovincial Manabí/Guayas.
Una vez en la Provincia de Guayas, la colectora continua en dirección suroriental hacia las localidades de Pedro Carbo, Isidro Ayora, y Lomas de Sargentillo.  El recorrido de la vía finaliza en el km 35 de la Vía Colectora Guayaquil-El Empalme (E48) en la localidad de Piedrahíta (Nobol).

## Concesiones
El tramo de aproximadamente 48.30 km de longitud de la Vía Colectora Montecristi-Nobol entre la localidad de La Cadena en el límite interprovincial Manabí/Guayas y la intersección con la Vía Colectora Guayaquil-El Empalme (E48) en la Provincia de Guayas  está concesionado a la empresa privada CONORTE S.A. Archivado el 7 de febrero de 2011 en Wayback Machine. por lo que es necesario el pago de peajes a lo largo de su recorrido.
De la misma manera, el tramo entre el límite interprovincial Manabí/Guayas y la Transversal Central en la localidad de Montecristi está concesionado al consorcio privado CONVIAL (integrado por las empresas Hidalgo e Hidalgo S.A. y Verdú S.A.) por lo que es necesario el pago de peajes por este trayecto.

## Localidades destacables
De oeste a este:
- Manta, Manabí
- Montecristi, Manabí
- Jipijapa, Manabí
- Pedro Carbo, Guayas
- Isidro Ayora, Guayas
- Piedrahíta (Nobol), Guayas